# وود-ریج (نیوجرسی)
وود-ریج (به انگلیسی: Wood-Ridge) شهری در ایالت نیوجرسی کشور ایالات متحده آمریکا است که جمعیت آن در سرشماری سال ۲۰۱۰ میلادی، ۷٬۶۲۶ نفر بوده‌است.